# Орогенез
Орогене́з (рос. орогенез, англ. orogenesis, нім. Orogenese f, Gebirgsbildung f) — сукупність інтенсивних висхідних вертикальних тектонічних рухів (складчастості та розривів), процесів, з якими пов'язане виникнення та розвиток гір.

## Геохронологія
Регіональні складчастості за континентом та їхній приблизний вік.
Вік орогенезів подано в дужках в млн років тому, від початку до закінчення активної фази. Знаком тильди позначено приблизний вік найбільшої тектонічної активності.
| Європа                                                                                        | Азія                                             | Африка | Північна Америка | Південна Америка                                                                             | Австралія і Океанія | Антарктида                                                                                |
| Альпійська складчастість (кайнозой, 0–60)                                                     | Альпійська складчастість (кайнозой, 0–60)        | Альпійська складчастість (кайнозой, 0–60)                                                                                 | Альпійська складчастість (кайнозой, 0–60) | Альпійська складчастість (кайнозой, 0–60)                                                    | Альпійська складчастість (кайнозой, 0–60) | Альпійська складчастість (кайнозой, 0–60)                                                 |
| --------------------------------------------------------------------------------------------- | ------------------------------------------------ | --- | --- | -------------------------------------------------------------------------------------------- | --- | ----------------------------------------------------------------------------------------- |
| Елладська                                                                                     | Гімалайська                                      | | Пасаденська (0–2) Ларамійська (40–70) | Андська (0–200)                                                                              | Кайкурська (0–24) |                                                                                           |
| Мезозойська складчастість (юра – палеоцен, 60–145)                                            |                                                  | | |                                                                                              | |                                                                                           |
| Карпатська Кіммерійська (60–150)                                                              | Катайзійська Дабісульська Кіммерійська Колимська | | Ларамійська (40–70) Сев'єрська (50–140) Невадійська (145—155) Акадійська (50–375)                                                                                               | Андська (0–200)                                                                              | Рангітатська (99–142) |                                                                                           |
| Герцинська складчастість (перм – юра, 145—260)                                                |                                                  | | |                                                                                              | |                                                                                           |
|                                                                                               |                                                  | | Антлерська Овачитська Акадійська (50–375) |                                                                                              | Хантер–бовенська (225—260) |                                                                                           |
| Каледонська складчастість (силур – перм, 260—410)                                             |                                                  | | |                                                                                              | |                                                                                           |
| Уральська (250—323)                                                                           | Уральська (250—323)                              | Мавританська (270—320) | Сономська (240—270) Аллеганська (260—325) Іннуїтська (~345) Акадійська (50–375) Східногренландська (350—650)                                                                    | Гондванійська (250—300) Токоська (300—330)                                                   | Алісспринзька (300—450) Канімбланська (~318) Тухуайська (330—370) |                                                                                           |
| Байкальська складчастість (кріогеній – силур, 410–650)                                        |                                                  | | |                                                                                              | |                                                                                           |
| Тіманська (550—620) Галицька (550—650) Кадомська (550—650)                                    | Алтайська Байкальська (550—650)                  | Куунзька (530—570) Дамарська (480—580) Східноафриканська (620—750) Замбезійська (520—890) Панафриканська (530—1000)       | Таконська (440—550) Східногренландська (350—650) | Фаматійська (460—490) Пампаська (525—555) Бразильська (530—1000) Теравстралійська (300—1000) | Алісспринзька (300—450) Деламерійська (514—510) Лахленська (440—540) Петерманська (535—550) | Росська (~480–550) Бірдморська (620—633)                                                  |
| (тоній – кріогеній, 650—1000)                                                                 |                                                  | | |                                                                                              | |                                                                                           |
| Дальсландська (950—1000) Свеконорвезька (900—1250)                                            |                                                  | Східноафриканська (620—750) Замбезійська (520—890) Панафриканська (530—1000) Мозамбіцька (650—1000) Ірумідська (900—1000) | | Карірівелоська Бразильська (530—1000) Теравстралійська (300—1000)                            | Едмундіанська (850—920) |                                                                                           |
| (ранній – середній протерозой, 1000—2500)                                                     |                                                  | | |                                                                                              | |                                                                                           |
| Свеконорвезька (900—1250) Готська (1500—1750) Карельська (1750—1900) Свекофенська (1700—2000) | Араваллійська                                    | Кібарська (1000—1400) Ебурнійська (2000—2200)                                                                             | Гренвільська (1000—1300) Мазатзальська (1650—1675) Явапайська (1700—1710) Іванпаська Бігскайська (~1770) Пенокеанська (1840—1850) Гудзонська (1800—2000) Вупмейська (1900—2100) | Сансасійська (1100—1465)                                                                     | Оларіанська Капрікорнська Масгрейвська (~1080) Ісанська (~1600) Караранська (~1650) Мангарунська (1620—1680) Олбані–фрезерська (1020—1710) Япангкузька (~1765) Кімбанська (1700—1845) Баррамундійська (1800—1870) Гленбурзька (1920—2005) Сліфордська (2420—2440) | Німродська (1000 ± 150) Ранньорукерська (1700—2000)                                       |
| Архейська складчастість (архей, 2500–4000)                                                    |                                                  | | |                                                                                              | |                                                                                           |
| Лопіанська (2600—2900) Саамська (2900–3100)                                                   |                                                  | | Алгоманська (2500—2700) Лаврентіївська (~ 3500) | Трансамазонська                                                                              | Пілбарська (~ 3500) | Інсельська (2650 ± 150) Гумбольдтська (~ 3000) Рейнірська (~ 3500) Напірська (4000 ± 200) |

## Гіпотези орогенезу
- Контракційна гіпотеза. За контракційною теорією Зюсса про походження гір, гірські хребти утворюються в результаті остигання внутрішніх частин Землі і стискання («зморщування») земної кори.
- Занурення океанічних западин. Ця гіпотеза виходила з того, що багато гірських хребтів присвячені до периферії материків. Породи, що складають дно океанів, трохи важче порід, що залягають у фундаменті материків. Коли в надрах Землі відбуваються великомасштабні рухи, океанічні западини прагнуть до занурення, видавлюючи материки нагору, і на краях материків при цьому утворюються складчасті гори. Ця гіпотеза не тільки не пояснює, але й не визнає існування геосинклінальних прогинів (западин земної кори) на стадії, що передує горотворенню. Не пояснює вона й походження таких гірських систем, як Скелясті гори або Гімалаї, які віддалені від материкових окраїн.
- Гіпотеза Кобера. Австрійський учений Леопольд Кобер докладно вивчав геологічну будову Альп. Розбудовуючи свою концепцію горотворення, він спробував пояснити походження великих насувів, або тектонічних покривів. У деяких місцях свердловини в горах розкривають ті самі шари осадових порід по три рази й більше. Щоб пояснити формування перекинутих складок і пов'язаних з ними насувів, Кобер припустив, що колись центральна й південна частина Європи були зайняті величезною геосинкліналлю. Потужні товщі ранньопалеозойських відкладів накопичувалися в ній в умовах епіконтинентального морського басейну, який заповнював геосинклінальний прогин. Північна Європа й Північна Африка були форландами, складеними досить стійкими породами. Коли почався орогенез, ці форланди стали зближатися, вичавлюючи догори неміцні молоді осади. З розвитком цього процесу, подібного до повільного стискання лещат, підняті осадові породи зминалися, утворювали перекинуті складки або насувалися на форланди, які зближувалися між собою. Сама по собі ідея латерального переміщення масивів суші начебто б досить задовільно пояснює орогенез Альп, але виявилася непридатною до інших гір і тому була відкинута в цілому.
- Гіпотеза дрейфу материків. Вона виходить із того, що більшість гір перебуває на материкових окраїнах, а самі материки постійно переміщаються в горизонтальному напрямку (дрейфують). У ході цього дрейфу на окраїні материка, що насувається, утворюються гори. Так, Анди були сформовані при міграції Південної Америки на захід, а гори Атлас — у результаті переміщення Африки на північ.
- Гіпотези конвекційних (підкорових) течій. Протягом більш ніж ста років тривала розробка гіпотез про можливість існування в надрах Землі конвекційних потоків, які викликають деформації земної поверхні. Тільки з 1933 по 1938 було висунуто не менше шести гіпотез про участь конвекційних потоків у горотворенні. Однак усі вони побудовані на врахуванні таких невідомих параметрів, як температури земних надр, плинність, в'язкість, кристалічна структура гірських порід, межа міцності на стиск різних гірських порід і ін.
- Гіпотеза спучування, або геотумора. Говорить про те, що в земній корі локально зосереджуються більші кількості радіоактивних речовин. При їхньому розпаді вивільняється тепло, під дією якого навколишні гірські породи розплавляються й розширюються, що приводить до спучування земної кори (геотумора). Гіпотеза спучування не одержала широкого визнання. Жоден з відомих геологічних процесів не дозволяє пояснити, яким чином нагромадження мас радіоактивних матеріалів може привести до утвоення геотуморів довжиною 3200-4800 км і шириною в кілька сотень кілометрів, тобто порівнянних із системами Аппалачів і Скелястих гір.

## Інтернет-ресурси
- Maps of the Acadian and Taconic orogenies
- Antarctic Geology

| Геологія | Це незавершена стаття з геології. Ви можете допомогти проєкту, виправивши або дописавши її. |